# Beniardà
Beniardà (em valenciano e oficialmente) ou Beniardá (em castelhano) é um município da Espanha na província de Alicante, Comunidade Valenciana. Tem 15,74 km² de área e em 2021 tinha 192 habitantes (densidade: 12,2 hab./km²).

## Demografia
| Variação demográfica do município entre 1991 e 2004 | Variação demográfica do município entre 1991 e 2004 | Variação demográfica do município entre 1991 e 2004 | Variação demográfica do município entre 1991 e 2004 |
| --------------------------------------------------- | --------------------------------------------------- | --------------------------------------------------- | --------------------------------------------------- |
| 1991                                                | 1996                                                | 2001                                                | 2004                                                |
| 231                                                 | 224                                                 | 245                                                 | 199                                                 |